# 兰宏良
兰宏良（1961年3月—），男，汉族，吉林东辽人，中共党员，中华人民共和国政治人物。

## 人物经历
曾任吉林省自然资源厅厅长、吉林省政协副主席等职务。2023年1月，吉林省政协换届，不再担任吉林省政协副主席。